# Karripurcellia
Genre
Synonymes
- Milipurcellia Karaman, 2012

Karripurcellia est un genre d'opilions cyphophthalmes de la famille des Pettalidae.

## Distribution
Les espèces de ce genre sont endémiques du South West en Australie-Occidentale.

## Liste des espèces
Selon World Catalogue of Opiliones (16/04/2021) :
- Karripurcellia peckorum Giribet, 2003
- Karripurcellia sierwaldae Giribet, 2003

## Publication originale
- Giribet, 2003 : « Karripurcellia, a new pettalid genus (Arachnida: Opiliones: Cyphophthalmi) from Western Australia, with a cladistic analysis of the family Pettalidae. » Invertebrate Systematics, vol. 17, no 3, p. 387-406.